# Кубок Ісландії з футболу 2021
Кубок Ісландії з футболу 2021 — 62-й розіграш кубкового футбольного турніру в Ісландії. Титул втретє здобув Вікінгур (Рейк'явік).

## Календар
| Раунд        | Дата                      | Матчі | Клуби   |
| ------------ | ------------------------- | ----- | ------- |
| Перший раунд | 22-26 квітня 2021         | 32    | 74 → 52 |
| Другий раунд | 30 квітня - 2 травня 2021 | 20    | 52 → 32 |
| 1/16 фіналу  | 22-24 червня 2021         | 16    | 32 → 16 |
| 1/8 фіналу   | 10-12 серпня 2021         | 8     | 16 → 8  |
| 1/4 фіналу   | 15 вересня 2021           | 4     | 8 → 4   |
| 1/2 фіналу   | 2 жовтня 2021             | 2     | 4 → 2   |
| Фінал        | 16 жовтня 2021            | 1     | 2 → 1   |

## Регламент
У перших двох раундах беруть участь команди з нижчих дивізіонів та аматори. Клуби Урвалсдейлду стартували з 1/16 фіналу.

## 1/8 фіналу
| Команда 1            | Рахунок | Команда 2           |
| -------------------- | ------- | ------------------- |
| 10 серпня 2021       |         |                     |
| Вестрі (2)           | 4–0     | Тор (2)             |
| Фйолнір (2)          | 2–3     | ІР (3)              |
| 11 серпня 2021       |         |                     |
| Валюр                | 6–0     | Велсунгур (3)       |
| Акранес              | 1–0     | Гапнарфйордур       |
| Кеплавік             | 3–1     | Акурейрі            |
| Коупавогур           | 7–1     | КФС Вестманаейя (4) |
| Фількір              | 2–1     | Гаукар (3)          |
| 12 серпня 2021       |         |                     |
| Вікінгур (Рейк'явік) | 3–1     | КР                  |

## 1/4 фіналу
| Команда 1       | Рахунок | Команда 2            |
| --------------- | ------- | -------------------- |
| 15 вересня 2021 |         |                      |
| Вестрі (2)      | 2–1     | Валюр                |
| ІР (3)          | 1–3     | Акранес              |
| Коупавогур      | 3–5     | Кеплавік             |
| Фількір         | 0–1 дч  | Вікінгур (Рейк'явік) |

## 1/2 фіналу
| Команда 1     | Рахунок | Команда 2            |
| ------------- | ------- | -------------------- |
| 2 жовтня 2021 |         |                      |
| Акранес       | 2–0     | Кеплавік             |
| Вестрі (2)    | 0–3     | Вікінгур (Рейк'явік) |

## Фінал
| 16 жовтня 2021 18:00 (EEST) |

| Акранес | 0–3      | Вікінгур (Рейк'явік)                          |
| ------- | -------- | --------------------------------------------- |
|         | Протокол | Агнарссон 18' Ауднасон 45+3' Гудйонссон 90+4' |

| Лаугардалсволлур, Рейк'явік Глядачів: 4 829 Арбітр: Йоганн Інгі Йонссон |